# نجم متغير كارثي قطبي

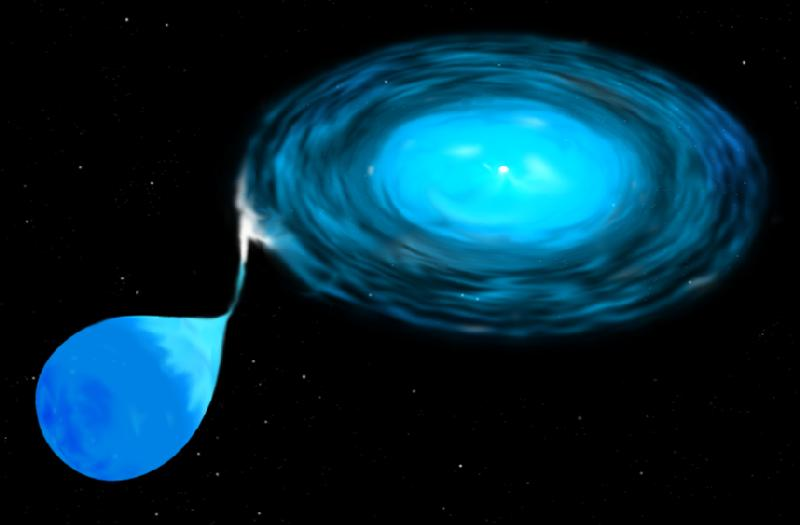

نجم متغير كارثي قطبي هو نجم متغير كارثي عالي المغناطيسية، ومثل المتغيرات الكارثية الأخرى القطبية تحتوي على اثنين من النجوم قزم أبيض متنامي. ونجم مانح منخفض الكتلة (عادة ما يكون قزم أحمر) ينقل المادة للقزم الأبيض كنتيجة لقوة سحب جاذبية القزم الأبيض.
تتميز النجوم المتغيرة الكارثي القطبية عن النجوم المتغيرة الكارثية الأخرى من خلال وجود حقل مغناطيسي قوي جدا في القزم الأبيض. شدة المجال المغناطيسي النموذجي للأنظمة القطبية من 10 إلى 80 مليون غاوس (1000-8000 تسلا). القزم الأبيض في المتغير القطبي أية إن الدب الأكبر لديه أقوى مجال مغناطيسي معروف حتى الآن بين المتغيرات الكارثية، بقوة حقل تعادل 230 مليون غاوس (23 كيلوطن).